# Must Die!
Lee Austin Bates, mais conhecido por seu apelido Must Die (estilizado como MUST DIE!), é um músico eletrônico, DJ e produtor americano. Nascido em Houston, Bates é conhecido principalmente por sua música no gênero dubstep. Bates é conhecido pela faixa "VIPs", uma colaboração com o músico americano Skrillex, lançada pelo selo Owsla. Bates colaborou com artistas como Skream, Eptic, Zomboy e Boyinaband, e produziu remixes para Svdden Death, Seven Lions, Excision e Slander, entre outros.

## Carreira
O nome artístico de Bate é inspirado no título do filme John Tucker Must Die, afirmando que "Eu pensei que me batizar com o nome de algo terrível seria engraçado".
Bates começou a lançar músicas com seu apelido atual em 2012. Naquele ano, ele lançou um remix de "The Drop", do Bro Safari. Em 2013, ele lançou um remix de "Get Wild", de Candyland. Bates também produziu várias faixas na Dim Mak Records, incluindo o EP "Water Temple". Seu primeiro lançamento pelo selo Never Say Day Records foi o EP "Fever Dream", passando a lançar faixas com menos frequência. Bates primeiro colaborou com o produtor americano de dubstep, Zomboy na faixa "Survivors", como parte do LP "The Outbreak" do Zomboy.
Em setembro de 2014, Bates lançou seu primeiro álbum, "Death & Magic", pelo selo Owsla do Skrillex. A faixa de abertura, "Gem Shards", é descrita pela Mixmag como contendo "construções gigantes, batidas imensamente pesados e ruídos penetrantes tão agudos que vão tirar sangue". Bates descreveu o álbum como "em partes iguais e temperamental", dizendo que "queria juntar dois vastos extremos de musicalidade a fim de mostrar um espectro completo de diversidade". Uma compilação de remixes para "Death & Magic" foi lançada em 2015, incluindo remixes de Ape Drums e Snails. Bates colaborou com o músico inglês Boyinaband como parte do desafio de criar um álbum em um dia, resultando no álbum "Common Drop". Bates também colaborou com Skrillex na faixa "VIPs", e começou a produzir um remix da faixa em 2018.
Bates continuou a lançar músicas pela gravadora Never Say Die Records nos últimos anos. Bates lançou o EP de 4 faixas "Forever Digital" em setembro de 2017, apresentando um estilo mais futurista de dubstep, e descrito como "cheio de percussão estrondosa e sintetizadores explosivos". Ele também apareceu na compilação "Hype Future II" da gravadoraa. Seguido por um remix de "I Can't Escape" de Slander e Saymyname, lançado pela Insomniac.
Em fevereiro de 2019, Bates lançou "Bliss 2K" no Never Say Die, uma faixa de dubstep com influências de hardstyle. Isso continuou com "Chaos", lançado em maio do mesmo ano, e "Epiphany System" em junho. Em agosto de 2019, Bates produziu um remix de "Castles" do Svdden Death. Bates fez vários outros lançamentos notáveis ao longo de 2019, incluindo "Misery System" e "Funeral Zone". Bates colaborou com Zomboy pela segunda vez na faixa "Revival" do EP "Rock and Roll Pt. 2".
Em agosto de 2020, Bates lançou um remix da música "Another Me" de Seven Lions, Excision e Wooli. Bates anunciou seu segundo álbum, intitulado "Crisis Vision" em abril de 2021, que deve ser lançado pela Never Say Die Records no mês seguinte. Isso foi precedido por vários singles do álbum da gravadora, incluindo "Nerve Damage", "Hellburst" e "Sorrow Tech". O anúncio foi seguido pelo single "LOL OK", uma colaboração com o produtor de dubstep Skream e Akeos.

## Discografia

### Álbuns
| Título                        | Detalhes                             |
| ----------------------------- | ------------------------------------ |
| Vines                         | - Lançado em: 9 de novembro de 2012  |
| Death & Magic                 | - Lançado em: 10 de setembro de 2014 |
| Common Drop (with Boyinaband) | - Lançado em: 25 de dezembro de 2014 |
| Crisis Vision                 | - Lançado em: 21 de maio de 2021     |

### EP's
| Ano  | Título                            |
| ---- | --------------------------------- |
| 2012 | Sky Child                         |
| 2013 | Live it Up                        |
| 2013 | Caffeine                          |
| 2013 | Kawaii Killaz (with Taste Tester) |
| 2013 | Water Temple                      |
| 2013 | Tokyo Police (with CRNKN)         |
| 2013 | Fever Dream Part I                |
| 2013 | Fever Dream Part II               |
| 2015 | Neo Tokyo                         |
| 2017 | Forever Digital                   |